# 70712 Danieljoanna
70712 Danieljoanna è un asteroide della fascia principale. Scoperto nel 1999, presenta un'orbita caratterizzata da un semiasse maggiore pari a 2,6520824 UA e da un'eccentricità di 0,1933827, inclinata di 12,07596° rispetto all'eclittica.